# Olympiska sommarspelen 1906
Olympiska sommarspelen 1906 eller Extraspelen i Aten 1906 var en kompromiss från IOK:s sida och tanken var att det skulle följa en serie av extraspel i Aten mellan varje olympiskt spel. En tanke som stannade vid dessa enda extraspel.

## Medaljfördelning
Medaljfördelning vid olympiska sommarspelen 1906
      Värdnation (Grekland)
| Plac. | Land           | Guld | Silver | Brons | Totalt antal medaljer |
| ----- | -------------- | ---- | ------ | ----- | --------------------- |
| 1     | Frankrike      | 15   | 9      | 16    | 40                    |
| 2     | USA            | 12   | 6      | 5     | 23                    |
| 3     | Grekland       | 8    | 13     | 12    | 33                    |
| 4     | Storbritannien | 8    | 11     | 5     | 24                    |
| 5     | Italien        | 7    | 6      | 3     | 16                    |
| 6     | Schweiz        | 5    | 6      | 4     | 16                    |
| 7     | Tyskland       | 4    | 6      | 5     | 15                    |
| 8     | Norge          | 4    | 2      | 1     | 7                     |
| 9     | Österrike      | 3    | 3      | 2     | 8                     |
| 10    | Danmark        | 3    | 2      | 1     | 6                     |